# Gladys Lounsbury Hobby
Gladys Lounsbury Hobby (Nueva York 19 de noviembre de 1910 – 4 de julio de 1993) fue una microbióloga estadounidense cuyas investigaciones tuvieron un rol clave en el desarrollo y comprensión de los antibióticos. Su trabajo permitió convertir a la penicilina de un experimento a escala de laboratorio en una droga producida en masa durante la Segunda Guerra Mundial.

## Biografía
Hobby era una de las dos hijas de Theodore Y. Hobby y Flora R. Lounsbury. Hobby cursó estudios en el Vassar College, graduándose en 1931. Se doctoró en bacteriología en la Columbia University en 1935. Su tesis doctoral fue sobre los usos en la medicina de los organismos no patógenos.
Hobby trabajó en el Presbyterian Hospital y en la Columbia Medical School desde 1934 a 1943, tiempo durante el cual colaboró con el Dr. Karl Friedrich Meyer, un bioquímico, y el Dr. Martin Henry Dawson, un médico clínico y profesor asociado de medicina, para determinar las enfermedades causadas por el streptococo hemolítico y luego en el refinamiento de penicilina. Durante esta época, Hobby también trabajó en el Prespyterian Hospital en Nueva York. Hobby dejó la Universidad de Columbia en 1944 para trabajar en Pfizer Pharmaceuticals en Nueva York donde realizó investigaciones sobre la estreptomicina y otros antibióticos.
En 1959, Hobby dejó Pfizer para especializarse en enfermedades crónicas infecciosas como jefe de investigaciones en el Hospital de la Administración de Veteranos en East Orange, Nueva Jersey. También trabajó como profesor asistente de investigaciones clínicas en salud pública en el Colegio Médico de la Universidad de Cornell. En 1972 fundó la revista mensual, Antimicrobial Agents and Chemotherapy, la que continuó editando por ocho años. Se retiró de su carrera en 1977. Sin embargo estando retirada Hobby escribió más de 200 artículos, trabajando como consultora y escritora científica independiente, también publicó un libro, Penicillin: Meeting the Challenge, en 1985, en el cual relata la saga del desarrollo de la penicilina y la compara con el Proyecto Manhattan por su importancia dentro del desarrollo de la guerra.

## Contribuciones destacadas y su impacto
A Hobby se le da crédito por su trabajo en crear un tipo de penicilina que fuera efectiva sobre el ser humano. En 1940, Hobby y sus colegas, el Dr. Karl Friedrich Meyer y el Dr. Martin Henry Dawson, escribieron a Howard Florey y Ernest Boris Chain para conseguir una muestra de penicilina. Ellos se pusieron por meta producir penicilina y pronto se convirtieron en expertos en el proceso de fermentación, y la comenzaron a refinar para obtener un medicamento. Hobby, Meyer, y Dawson realizaron en 1940 y 1941 los primeros ensayos de penicilina en seres humanos, antes de presentar sus trabajos en la American Society for Clinical Investigation. Descubrieron que la penicilina era un poderoso exterminador de gérmenes que permitía reducir la importancia de las enfermedades infecciosas y su uso hizo posible operaciones tales como las de trasplantes de órganos y cirugía a corazón abierto. Sus hallazgos recibieron una amplia difusión por parte de la prensa, lo que ayudó a movilizar el aporte de fondos desde el gobierno de Estados Unidos para producir penicilina en grandes cantidades durante la Segunda Guerra Mundial, y contribuir a salvar las vidas de un gran número de soldados.
En Pfizer, Hobby realizó numerosos trabajos seminales sobre la Terramicina y Viomicina, utilizada para el tratamiento de la tuberculosis.

## Honores

### Premios y reconocimientos
- Mademoiselle Award in Science, 1951
- Commercial Solvents Award in Antibiotics, 1951
- Honorary Award da New York Lung Association, 1977